# 曼彻斯特利物浦路车站
曼彻斯特利物浦路车站（英語：Manchester Liverpool Road railway station）是一座英国曼彻斯特的鐵路車站，于1830年9月15日开始运营。是现在是世界上现存最古老的鐵路車站。 現今該站客貨運服務皆已停止使用。